# Alpina (automobilka)
Společnost Alpina Burkard Bovensiepen GmbH + Co. KG je německý výrobce osobních automobilů se sídlem v Buchloe v bavorském okrese Ostallgäu, který se zabývá vývojem a prodejem výkonných prémiových vozidel na platformě vozů značky BMW.
Rodinná společnost Alpina, která působila v oblasti tuningu a motorsportu již v 60. letech 20. století, je od roku 1983 oficiálně registrována jako výrobce automobilů u Federálního úřadu pro motorová vozidla ve Flensburgu. V roce 2003 měla společnost obrat 60 milionů eur. Ve stejném roce bylo vyrobeno 940 vozů. V roce 2004 společnost zaměstnávala 150 pracovníků, 185 v roce 2008 a více než 250 v roce 2017.
V průběhu roku 2007 bylo poprvé vyrobeno více než 1400 vozidel za jediný kalendářní rok, v roce 2014 vyrobilo cca 200 zaměstnanců na 1700 vozidel a vytvořilo tržby ve výši 90 milionů Euro. Z vyrobeného počtu připadlo zhruba 600 vozů na domácí německý trh a vyvezeno bylo po 400 kusech do USA a do Japonska. Druhým pilířem rodinného podnikání je obchod s vínem.
V březnu 2022 bylo oficiálně oznámeno, že práva k ochranné známce Alpina odkoupí automobilka BMW, přičemž výroba současných modelů bude v Buchloe pokračovat až do roku 2025. Údržba a dodávky náhradních dílů pro předchozí modely, stejně jako obchod s vínem, zůstávají v rukou rodiny Bovensiepenů.

## Historie společnosti a výroba vozidel

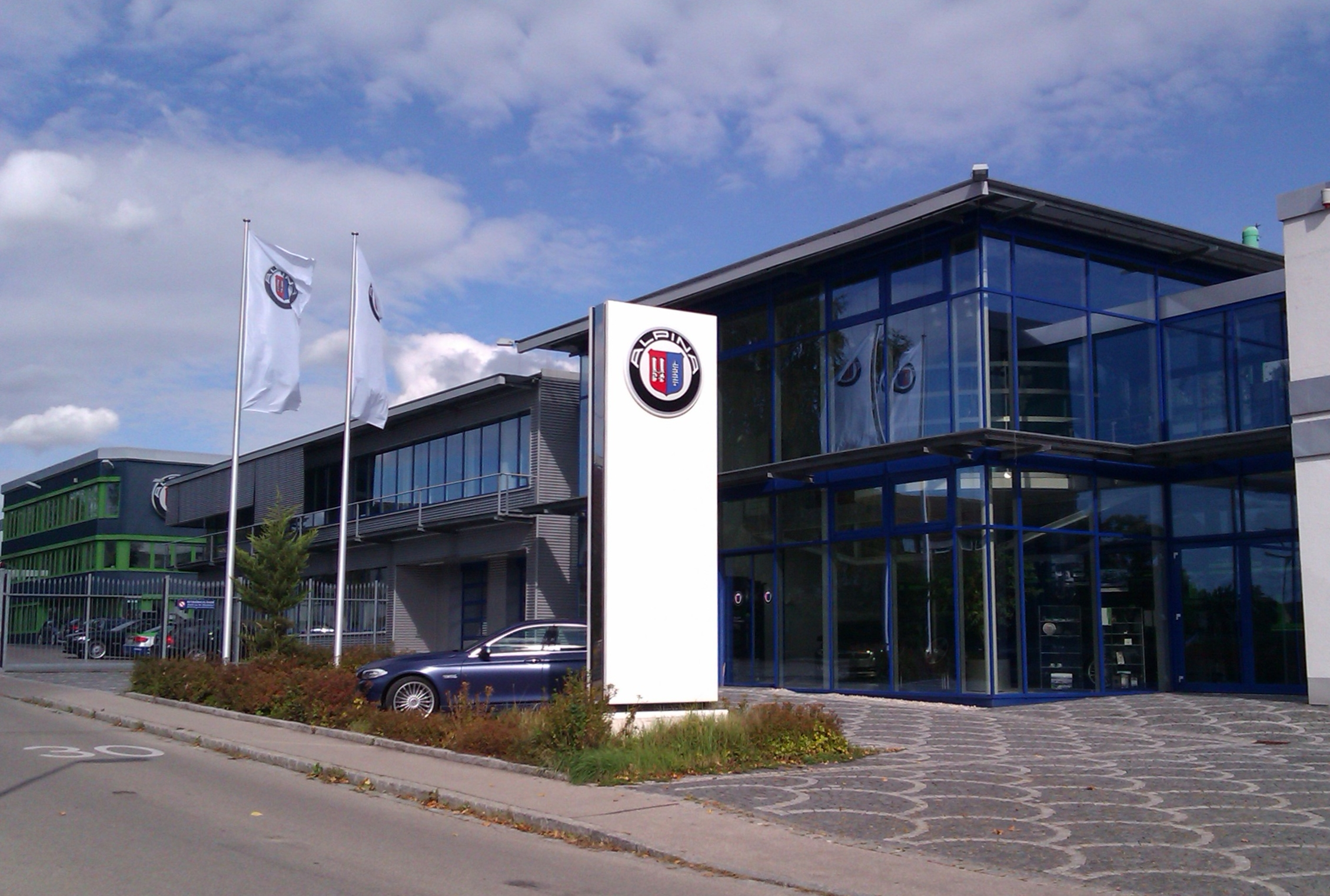
Sídlo společnosti Alpina v Buchloe

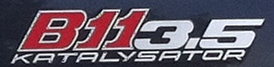
Typový štítek Alpina

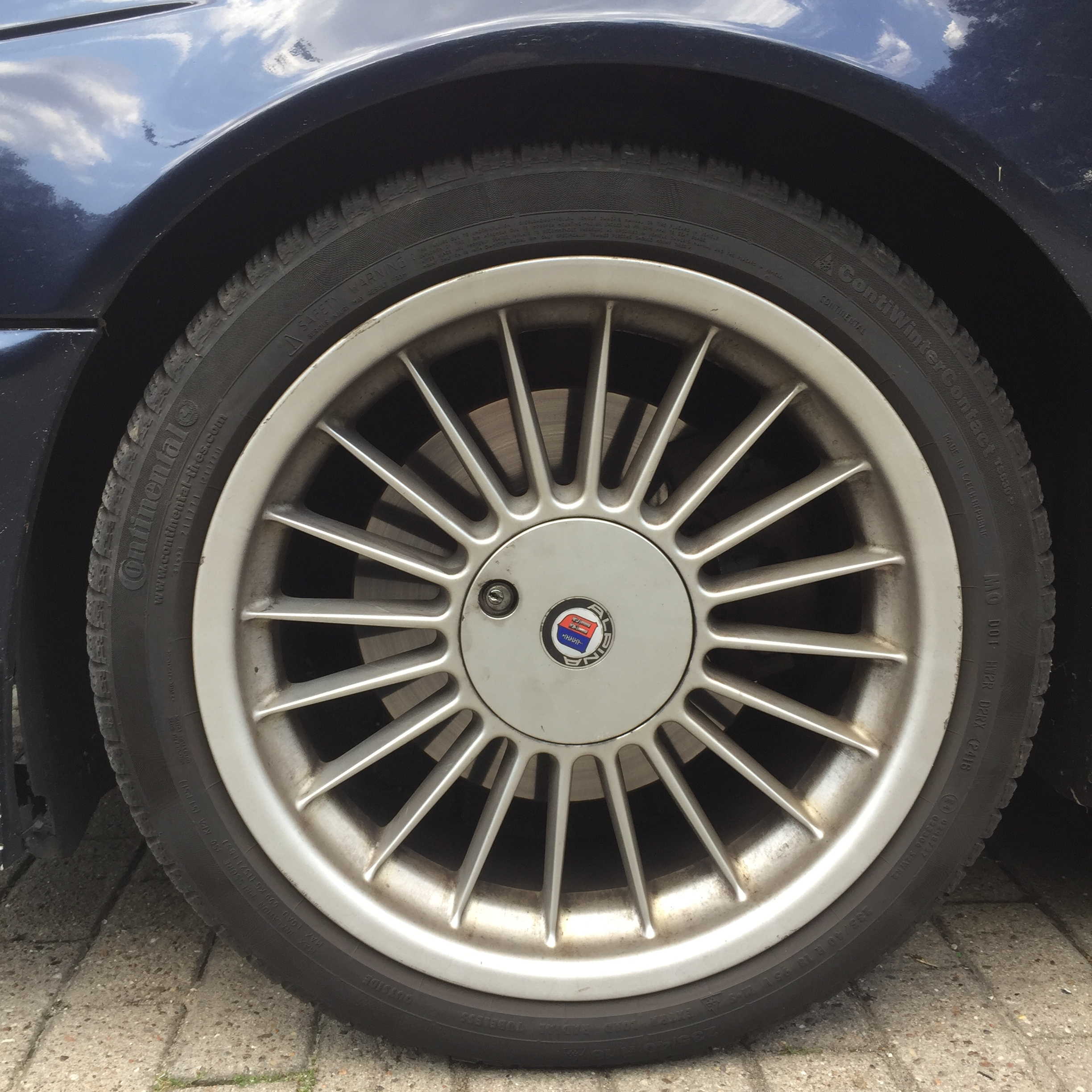
Klasické kolo Alpina se zámkem ráfku

Oficiální založení společnosti se datuje k 1. lednu 1965. Zakladatel Burkard Bovensiepen, narozený v roce 1936, má stále na starosti manažerský tým, který zahrnuje i jeho syny Andrease a Floriana. Již otec Burkarda Bovensiepena vedl výrobní závod na kancelářské stroje s názvem Alpina.
Automobily BMW, které slouží jako základ produktových řad Alpiny, jsou zpravidla vybaveny upravenými podvozky, brzdami a vnitřním čalouněním na přání. Nejvýraznější změnou vozů Alpina oproti původnímu vzoru je pohonná jednotka, která vychází ze sériového motoru BMW a je dále zásadně upravována.
Montáž automobilů probíhá kombinovaně, Alpina nejprve připraví vlastní komplexnější díly a dodá je tovární lince BMW, kde jsou osazeny na sériovou karoserii. Zčásti dokončený vůz je následně vcelku převezen zpět do Alpiny, kde jsou doplněny aerodynamické prvky, doděláno zakázkové čalounění a celkové naladění vozu.
Od roku 1963 do roku 1977 byla Alpina úpravcem vozidel. Výchozím bodem pro zdokonalení automobilů BMW byl kit pro BMW 1500, tzv. Neue Klasse. Jádrem nabídky se však brzy staly úpravy malého populárního dvoudveřového sedanu BMW řady 02, které později doplnily modifikace větších šestiválcových modelů (BMW E3, BMW E9, později BMW E12 a E21). Vozidla byla přestavěna buď přímo v Alpině, nebo u vybraných dealerů BMW. Všechny díly však byly k dispozici i samostatně pro vlastnoruční montáž. Čtyřválcové verze s motorem BMW M10 nesly označení písmenem A, malé šestiválcové verze písmenem C (motor BMW M20) a velké šestiválce písmenem B (motor BMW M30).
| Model                    | Základ            |
| ------------------------ | ----------------- |
| BMW Alpina D3 S (diesel) | BMW řady 3 (G20)  |
| BMW Alpina D3 S (diesel) | BMW řady 3 (G21)  |
| BMW Alpina B3            | BMW řady 3 (G20 ) |
| BMW Alpina B3            | BMW řady 3 (G21)  |
| BMW Alpina B4            | BMW řady 4 (G26)  |
| BMW Alpina D4 (diesel)   | BMW řady 4 (G26)  |
| BMW Alpina XD3 (diesel)  | BMW X3 (G01)      |
| BMW Alpina XD4 (diesel)  | BMW X4 (G02)      |
| BMW Alpina D5 S (diesel) | BMW řady 5 (G30)  |
| BMW Alpina B5            | BMW řady 5 (G30)  |
| BMW Alpina B7            | BMW řady 7 (G12)  |
| BMW Alpina XB7           | BMW X7 (G07)      |

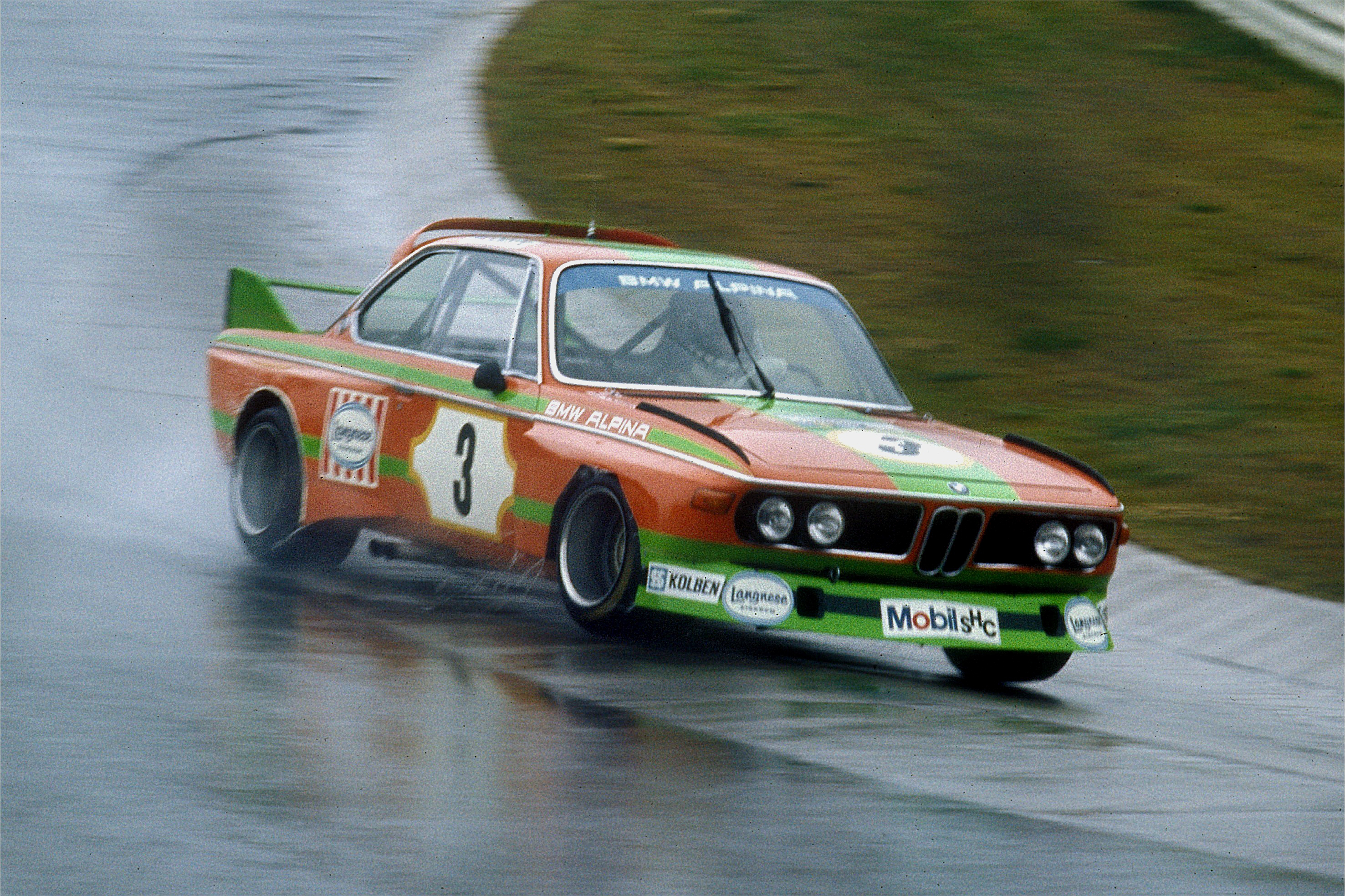
BMW Alpina 3.0 CSL (1974) řízený Helmutem Koiniggem

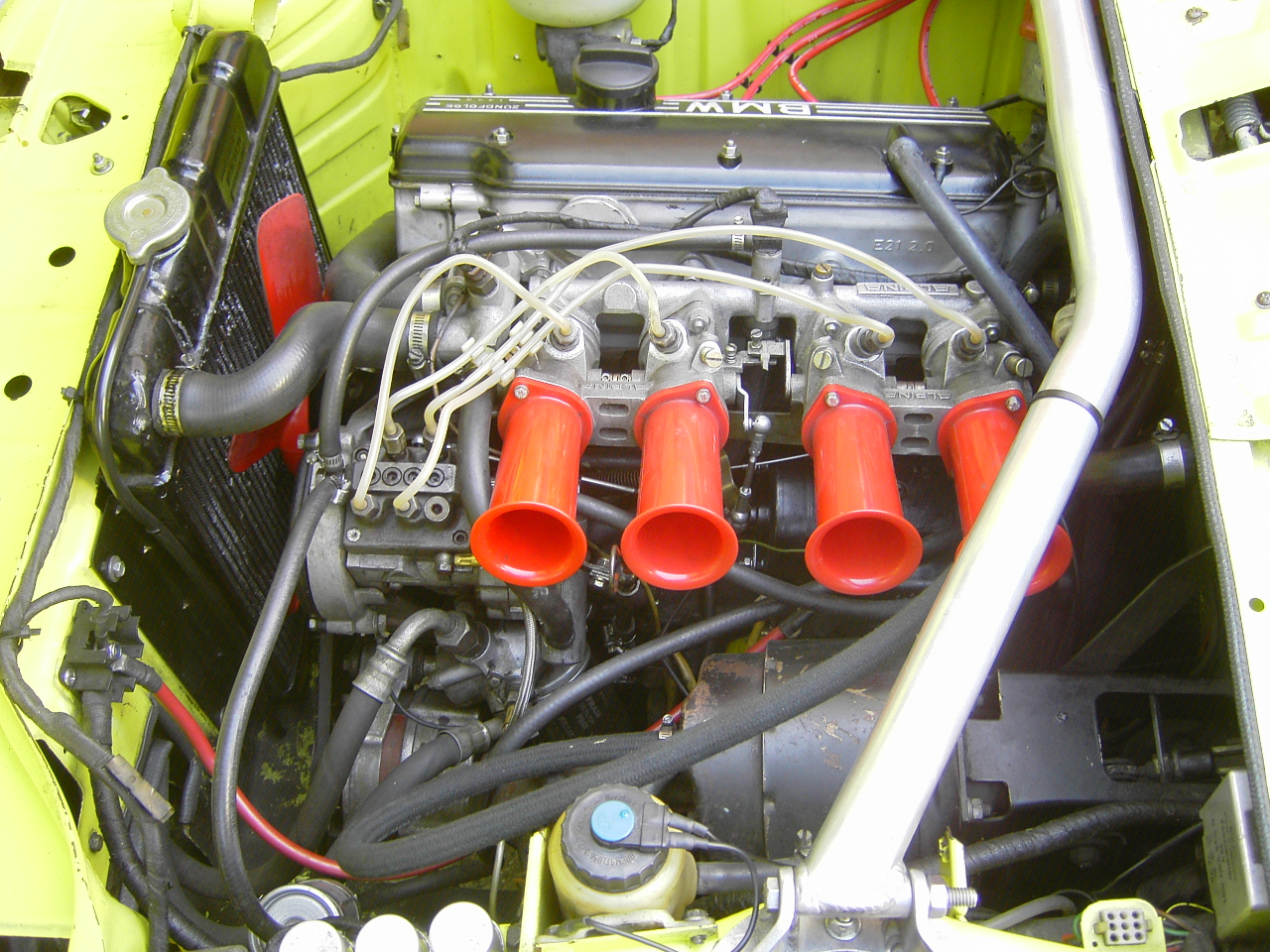
BMW 2002tii Alpina A4 se vstřikováním Kugelfischer

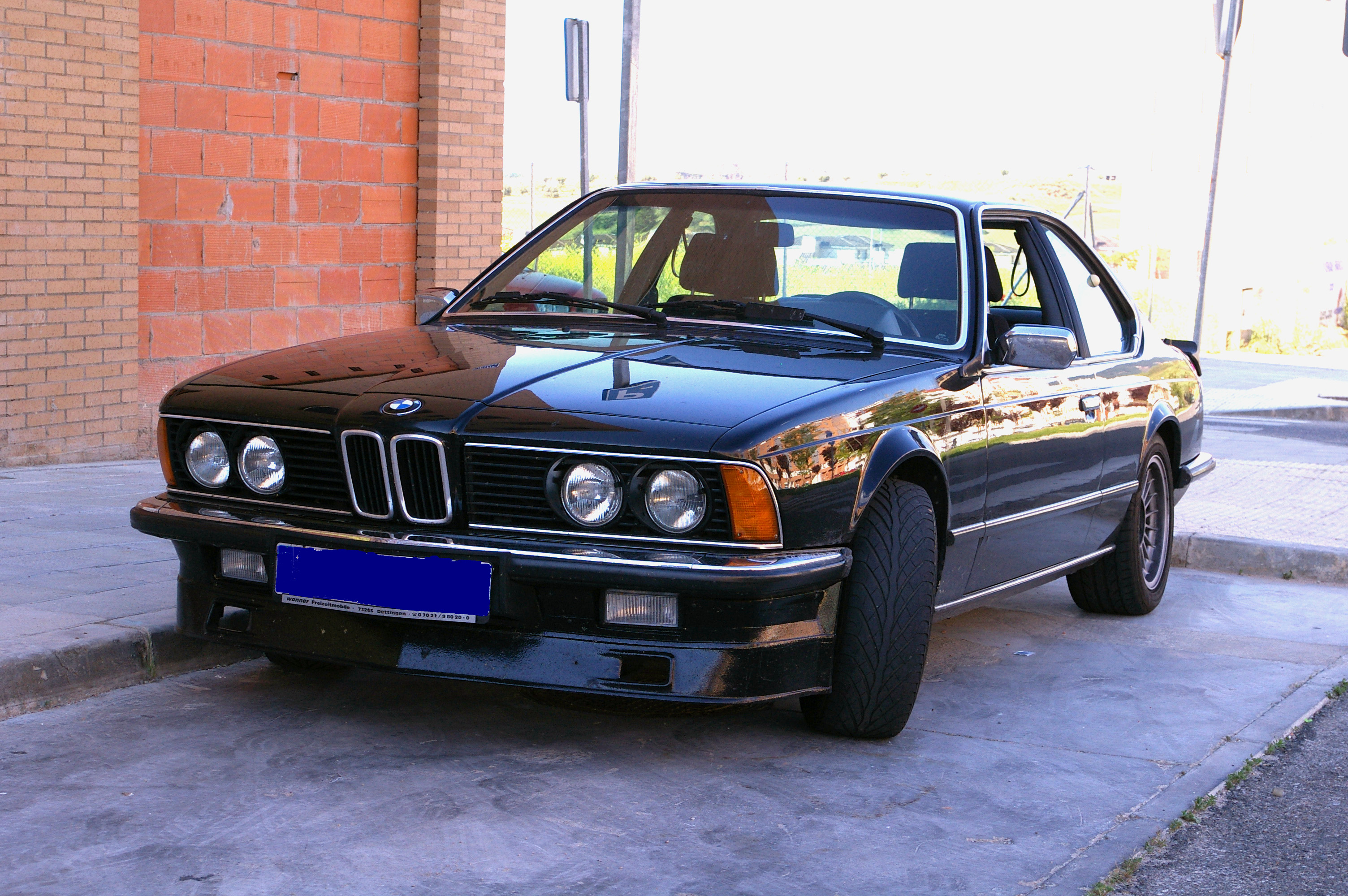
BMW Alpina B7 Turbo Coupé z roku 1984

Pohonná jednotka typu Alpina A4S byl čtyřválcový motor vozu BMW 2002tii s 300° vačkovým hřídelem, přepracovaným ventilovým a klikovým mechanismem, individuálním systémem škrticí klapky (mechanické vstřikování Kugelfischer s jednou škrticí klapkou na válec), s kovanými písty a jim přizpůsobenými polokulovými spalovacími komorami. To přineslo zvýšení výkonu ze sériových 96 kW na 129 až 147 kW.
Dokonce i verze A4 o výkonu 118 kW bez kovaných pístů se mohla takřka rovnat nejsilnější standardně nabízené verzi BMW 2002 Turbo se 125 kW, jak v dobovém testu na Nürburgringu Nordschleife zhodnotil magazín Auto, Motor and Sport.
Systém individuálního plnění válců vyvinutý samotnou Alpinou předznamenal přerod od tunera ke statusu výrobce. V této době došlo též k drobné změně loga společnosti, kdy byla levá část emblému zobrazující dvojitý karburátor nahrazena dvěma škrtícími klapkami, zatímco kliková hřídel nahradila hřídel vačkovou v pravé polovině loga. Typické tovární barvy laku v podobě černé a oranžové byly později nahrazeny specifickými odstíny modré a zelené.
V té době společnost nabízela širokou škálu úprav od vylepšených téměř sériových vozidel až po okruhové závodní speciály, se kterými i samotná Alpina dosahovala významných úspěchů. 
Ve spolupráci s nově založenou divizí BMW M byl vyvinut i homologační speciál BMW 3.0 CSL, jež díky svému ikonickému zadnímu přítlačnému křídlu získal přezdívku "Batmobil".
V 60. a 70. letech se Alpina úspěšně účastnila mezinárodních závodů cestovních vozů. Ve vozech Alpina tehdy jezdili profesionálové jako Niki Lauda a Derek Bell. V letech 1987 a 1988 se Alpina zúčastnila série DTM. Na konci roku 2007 Alpina oznámila, že se chce do motoristického sportu vrátit s modelem vycházejícím z Alpiny B6S. Závodní vůz, známý jako Alpina B6 GT3, debutoval v roce 2009 a v roce 2011 dovedl Alexandrose Margaritise a Dina Lunardiho k titulu ADAC GT Masters.

Prvními vozidly, která Alpina postavila již jako registrovaný výrobce, byly Alpina B6, Alpina C1 (obě založené na první řadě 3, BMW E21) a Alpina B7 Turbo (základní řada 5 BMW E12, později kupé řady 6 E24 a novější sedan řady 5 E28). B7 Turbo bylo ve své čtyřdveřové verzi o zdvihovém objemu 3 litry a 221 kW (300 k) ve své době nejrychlejším sedanem světa, později ještě posíleno na verzi B7S Turbo s 3,5litrovým motorem a 243 kW (330 k).

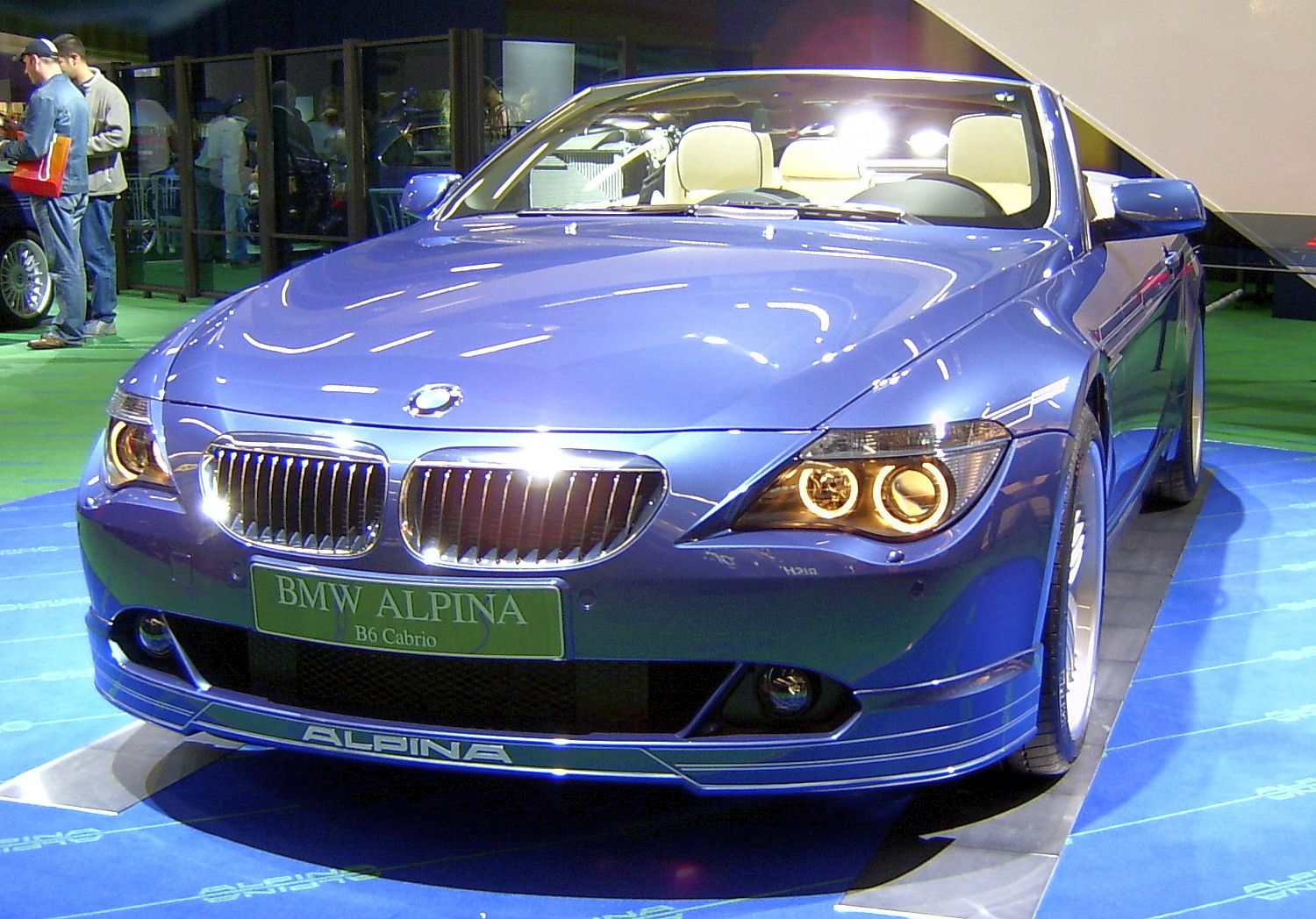
Alpina B6 - Cabrio na bázi BMW E64

Asi nejznámějším zástupcem Alpiny a také oblíbeným vozem Burkarda Bovensiepena byla v roce 1989 představená Alpina B10 Bi-Turbo na bázi BMW 535i (E34). S maximální rychlostí přes 290 km/h získalo vozidlo Alpiny znovu titul nejrychlejšího sériově vyráběného sedanu. Síla 360 koní (sériové provedení mělo 211 koní) bylo dosahováno i při vysokých venkovních teplotách. Paul Frère, závodní jezdec a novinář, o B10 Bi-Turbo v magazínu Road & Track napsal: "Pro mě je tohle auto... Myslím, že tohle je nejlepší limuzína na světě."
Další zvláštností byla B6 3.5 S na základě BMW M3 (E30) s 3,5litrový šestiválcem 187 kW (254 k) a pouhými 62 vyrobenými kusy.
V 90. letech firma vyráběla mimo jiné Alpinu B8. Inženýři postavili 232 kW (později 245 kW) verzi výkonného osmiválcového motoru o objemu 4,0 nebo 4,6 litru v karoserii BMW řady 3 (E36). Od ledna 1995 do listopadu 1998 bylo vyrobeno celkem 221 B8 s motorem 4,6, z toho 93 sedanů, 78 kupé, 23 kabrioletů a 27 touringů. První dieselová Alpina D10 debutovala na ženevském autosalonu v roce 1999. Druhý diesel následoval na podzim 2005 v modelu D3, jehož základem byl model BMW 320d.
Navenek lze vozy Alpina rozpoznat podle typických kol Alpina Classic s dvaceti paprsky, charakteristických předních a zadních spoilerů, či ozdobných pruhů.

## Fotografie

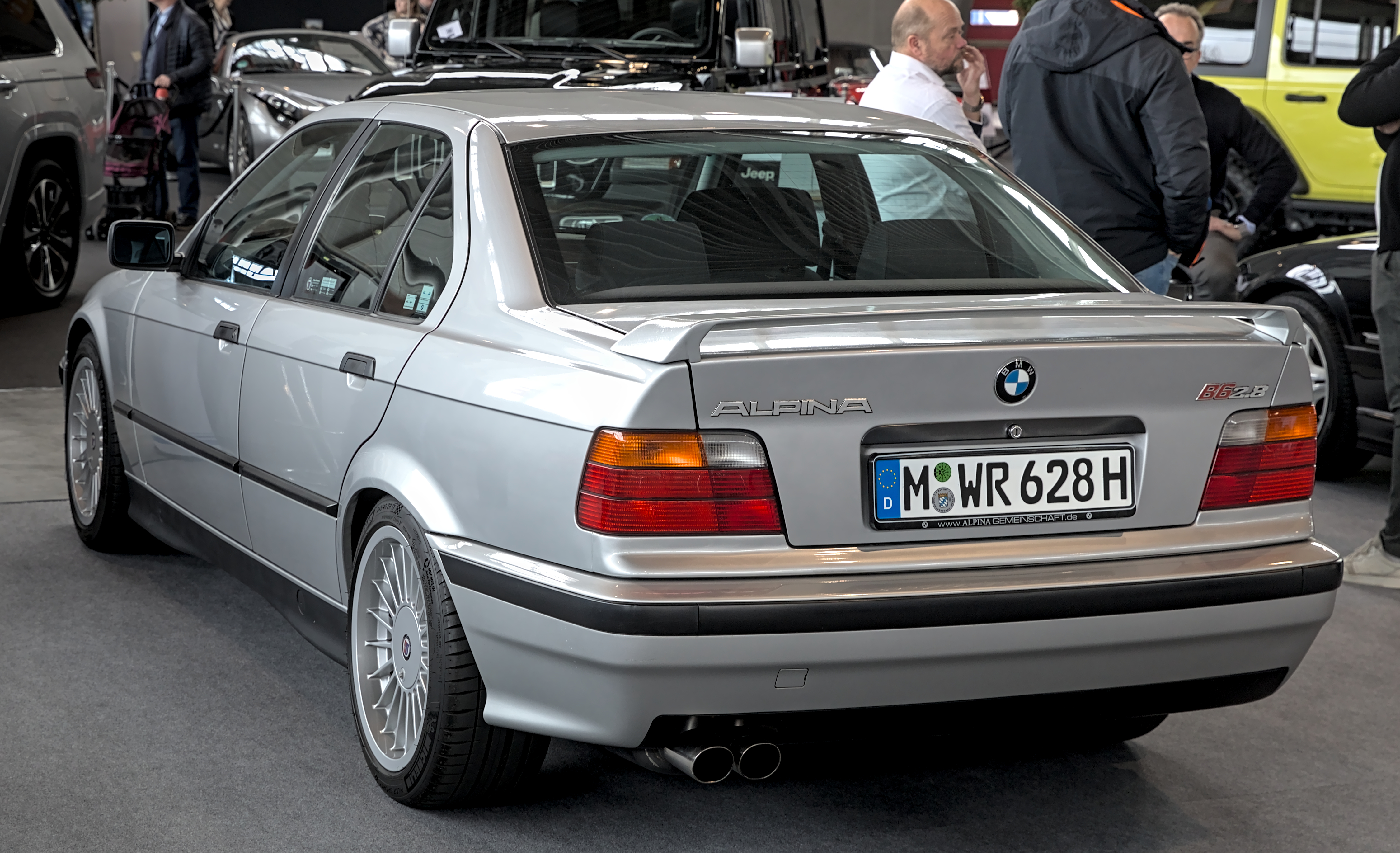
Alpina B6 2.8 na základě BMW řady 3 E36
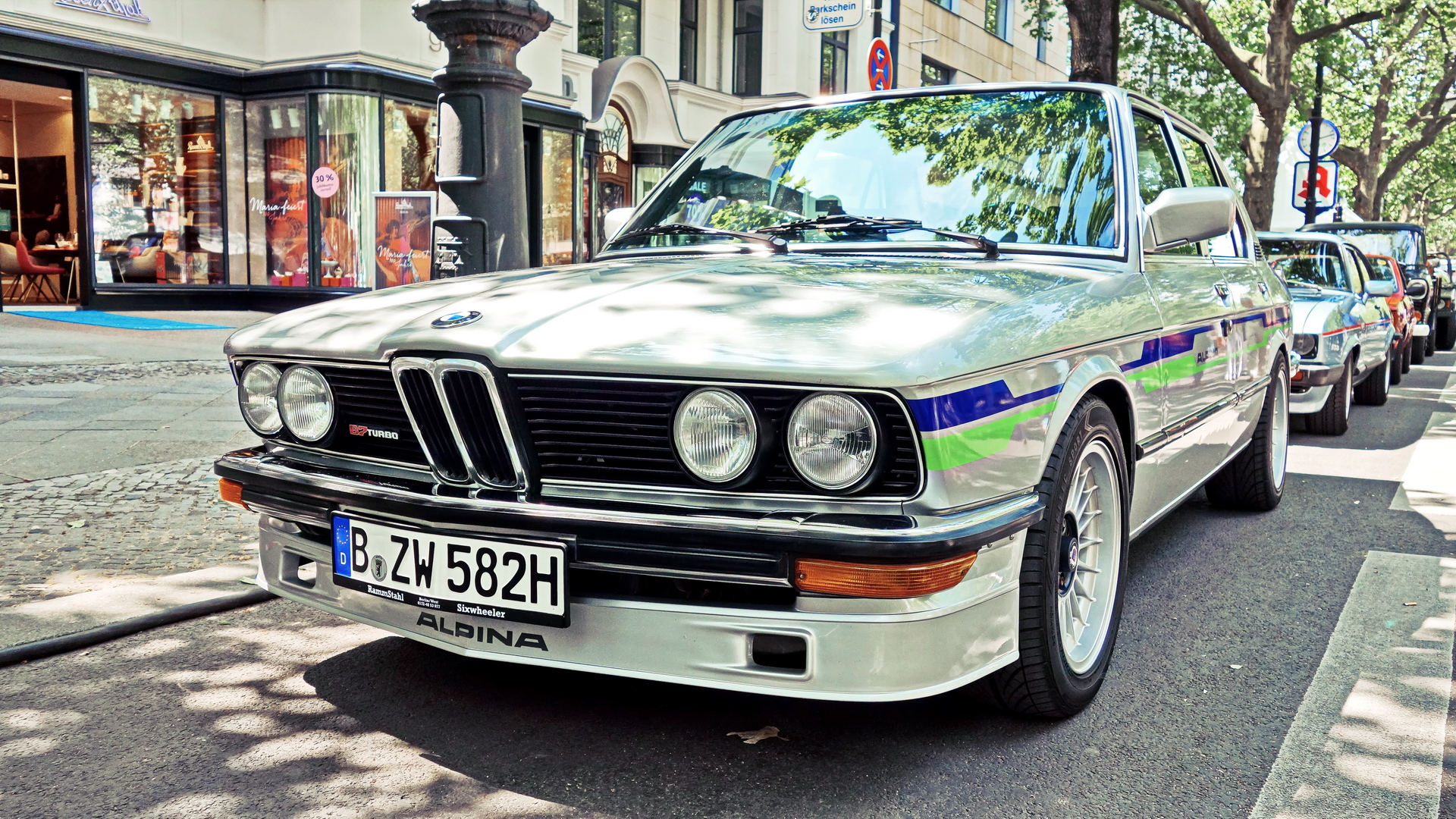
Alpina B7 Turbo na základě BMW řady 5 E12
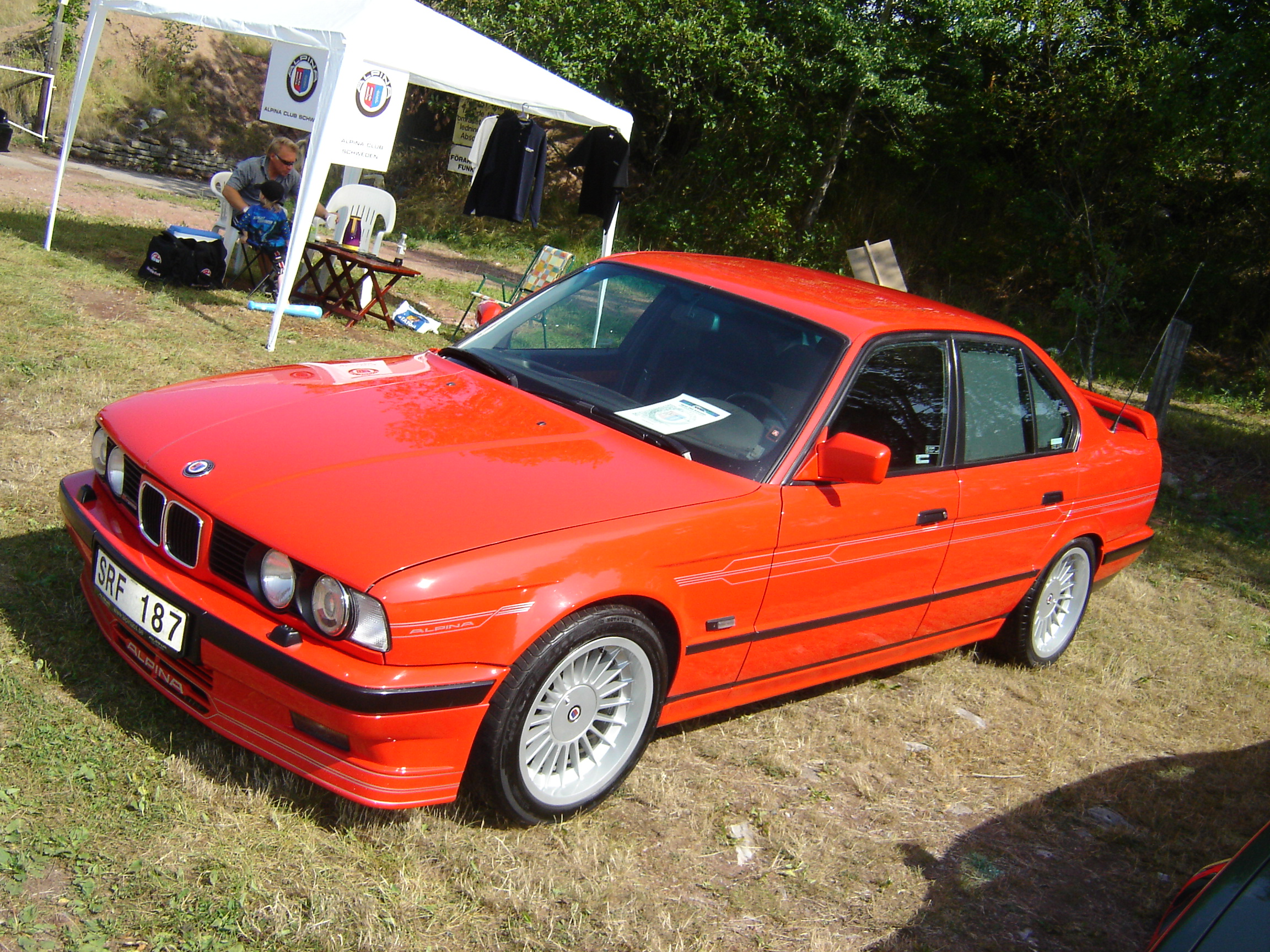
Alpina B10 3.5 na základě BMW řady 5 E34
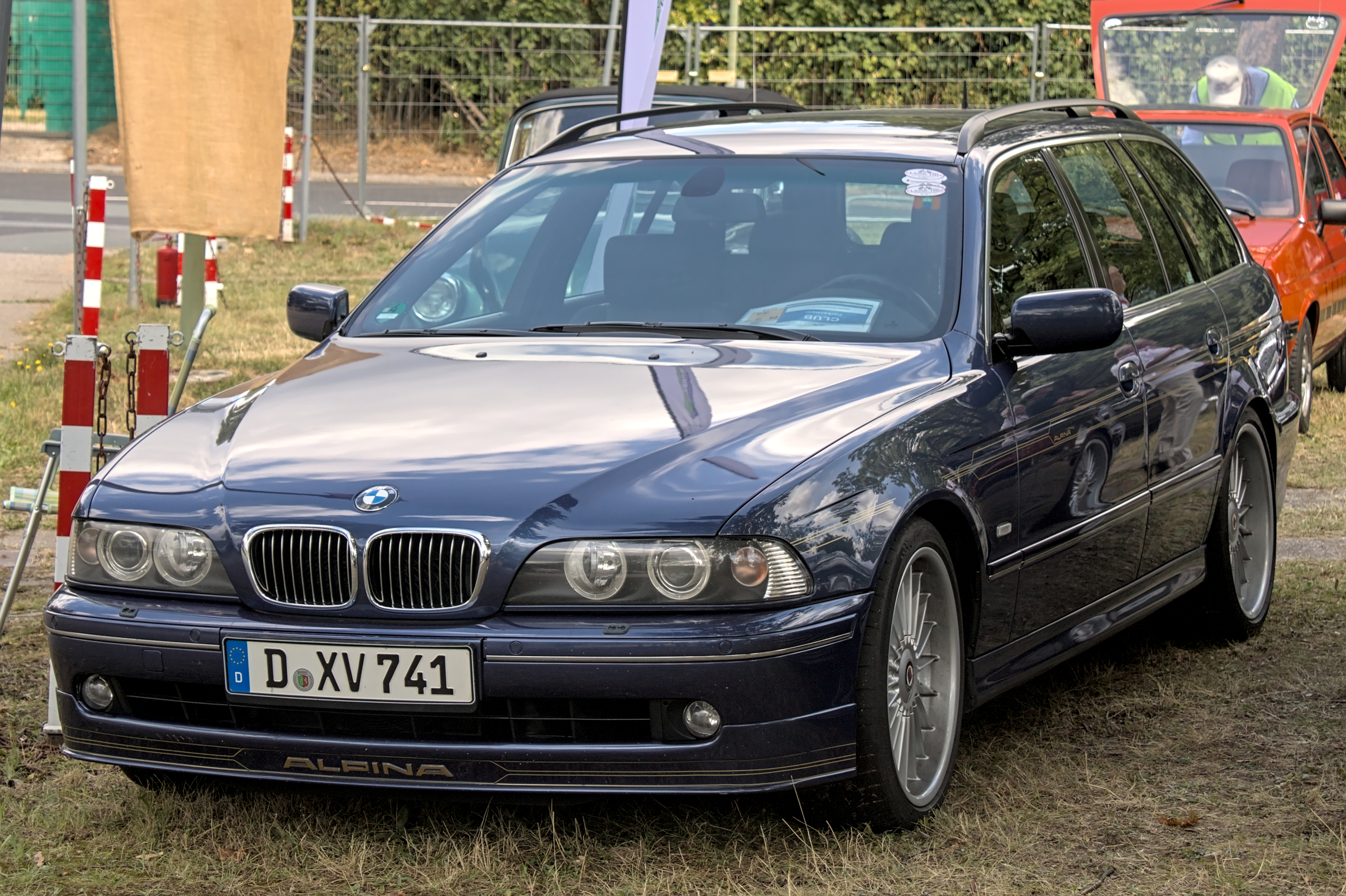
Alpina B10 Touring
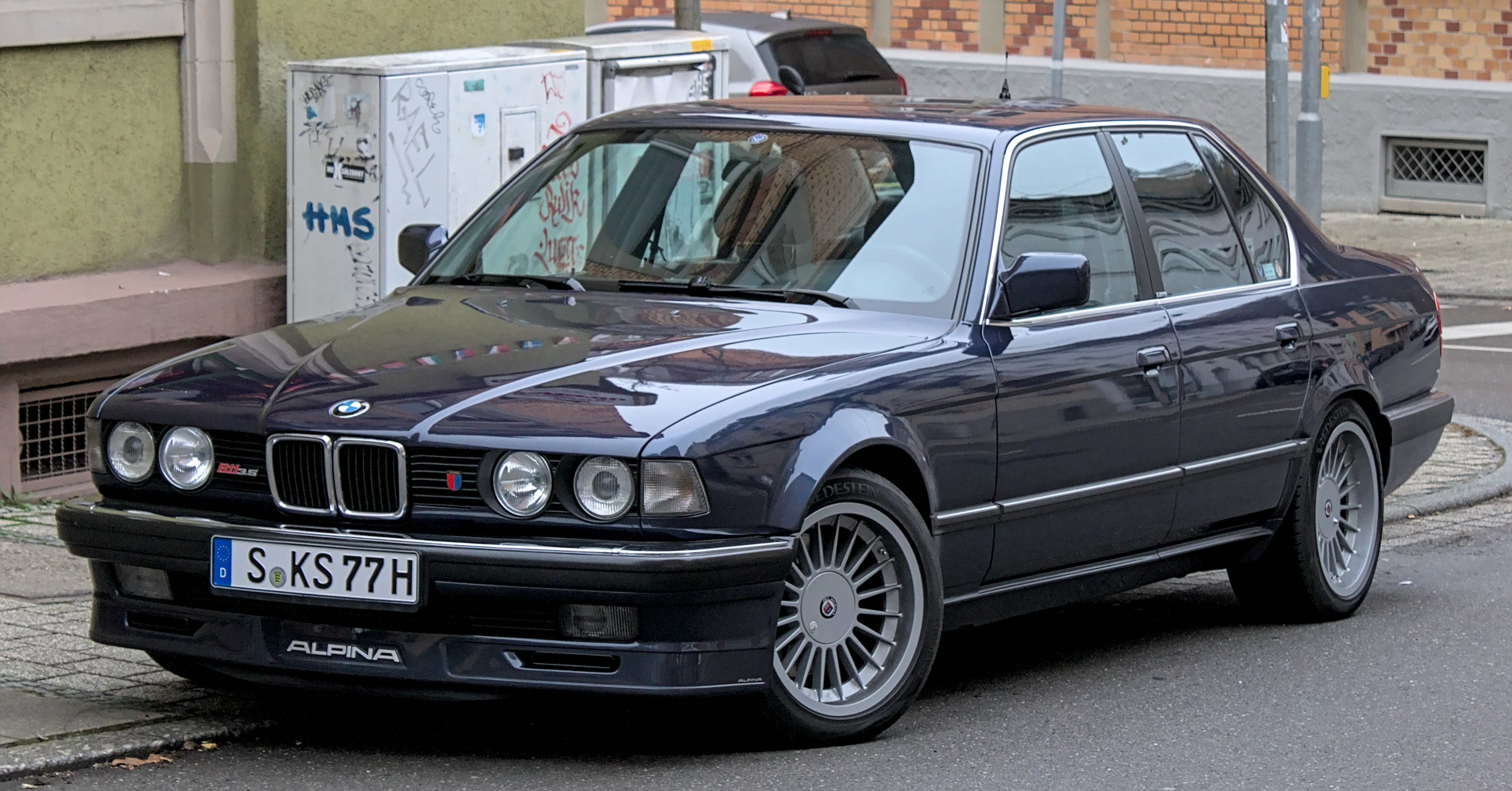
Alpina B11 založená na BMW řady 7 E32
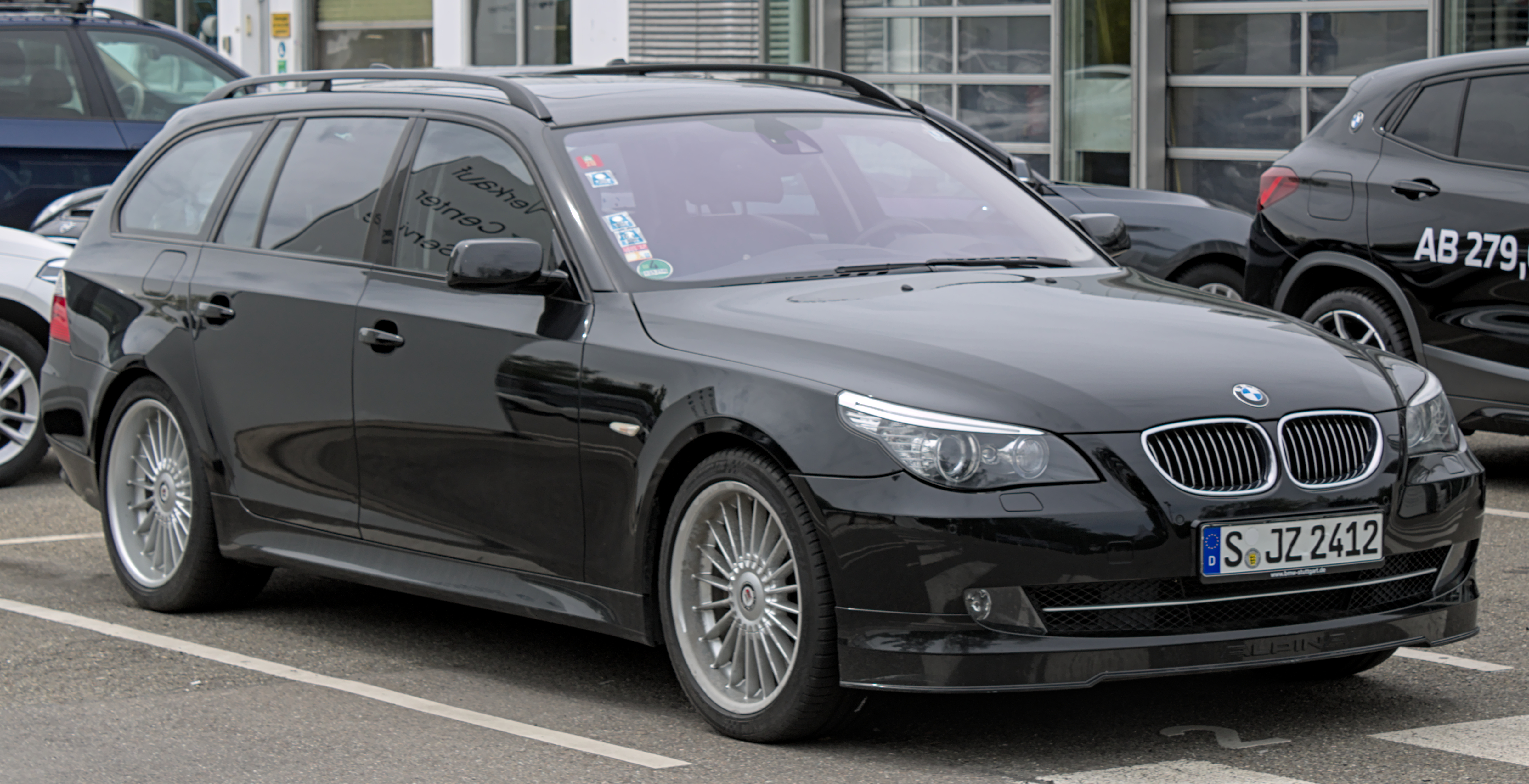
Alpina B5 S založená na BMW řady 5 E61
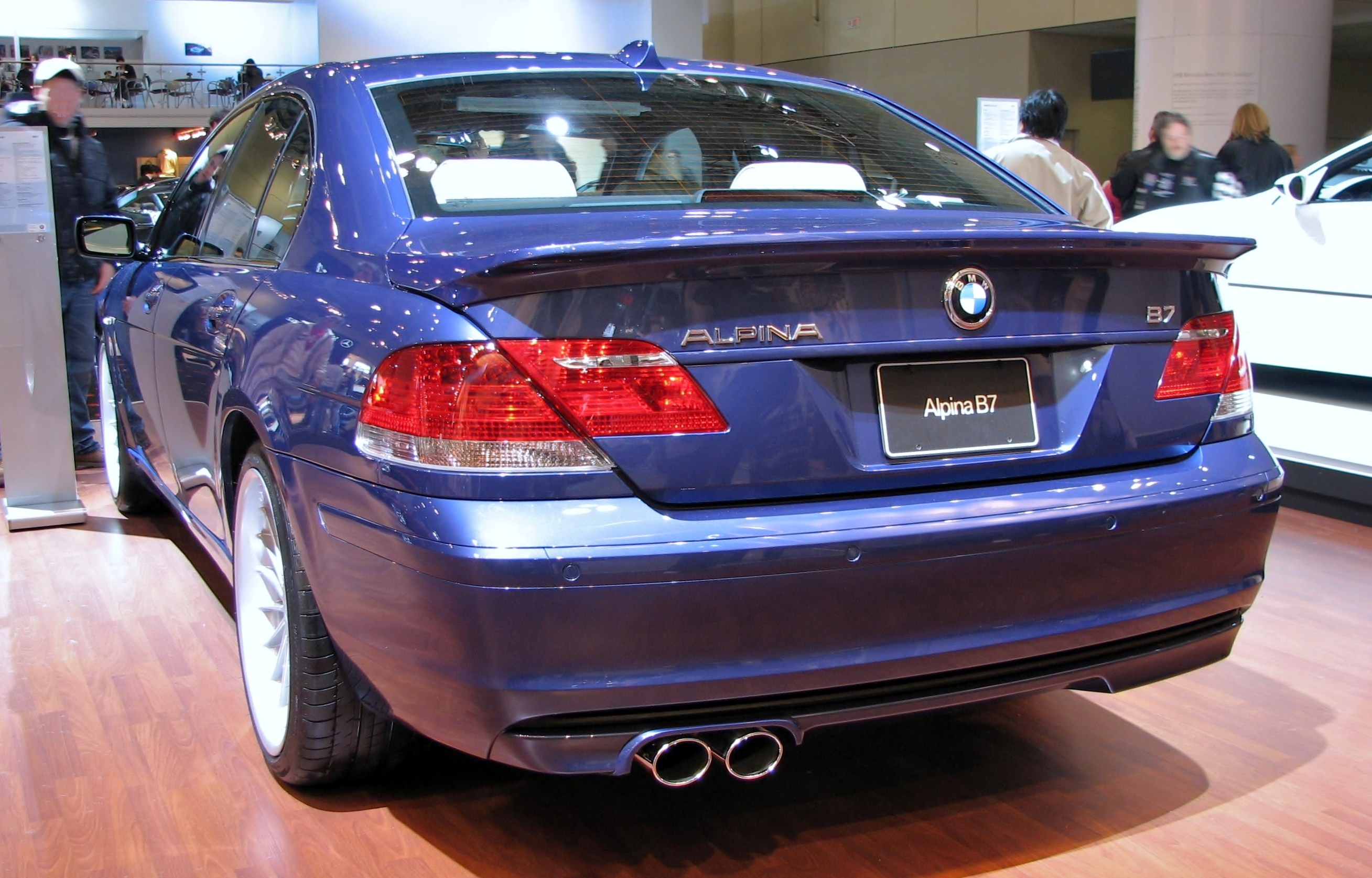
Alpina B7 založená na BMW řady 7 E66
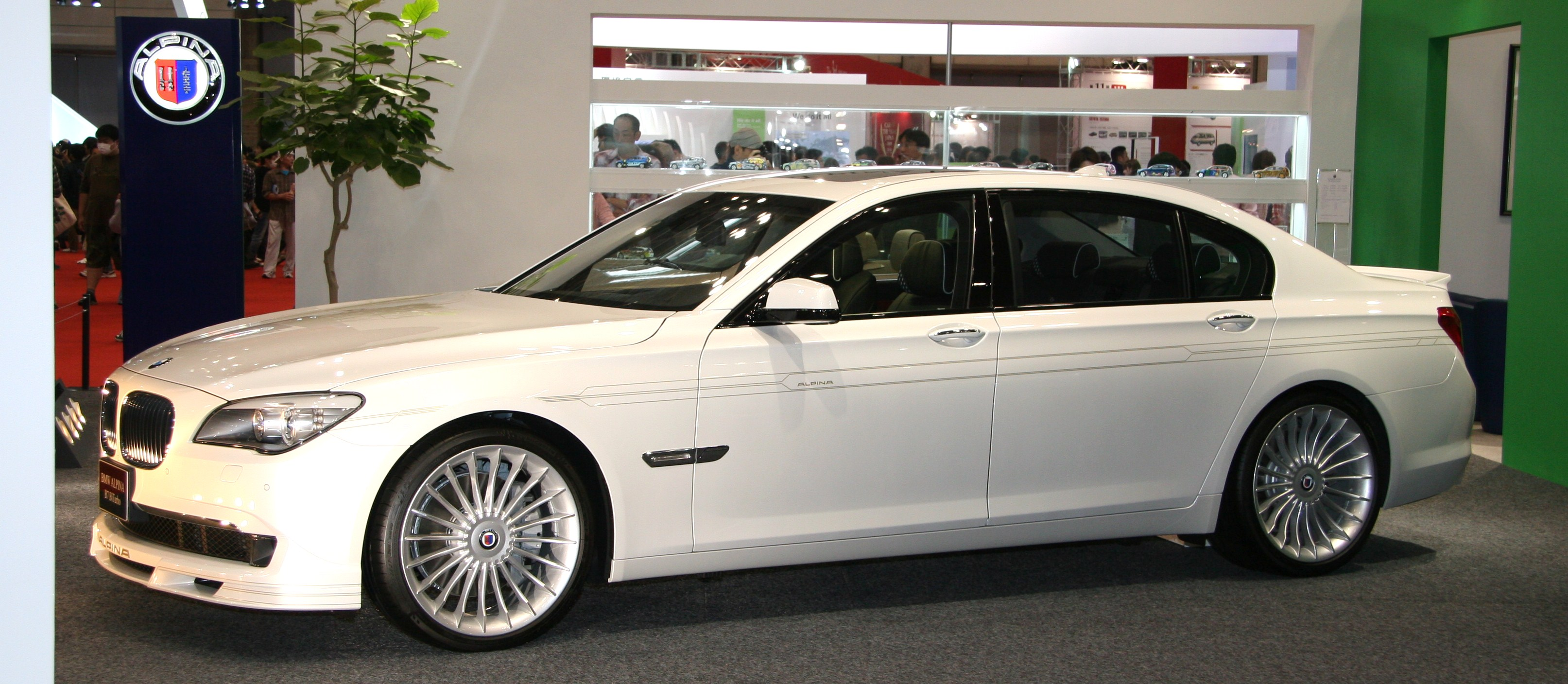
Alpina B7 BiTurbo 2009 na základě BMW řady 7 F02

### Soudobé modely

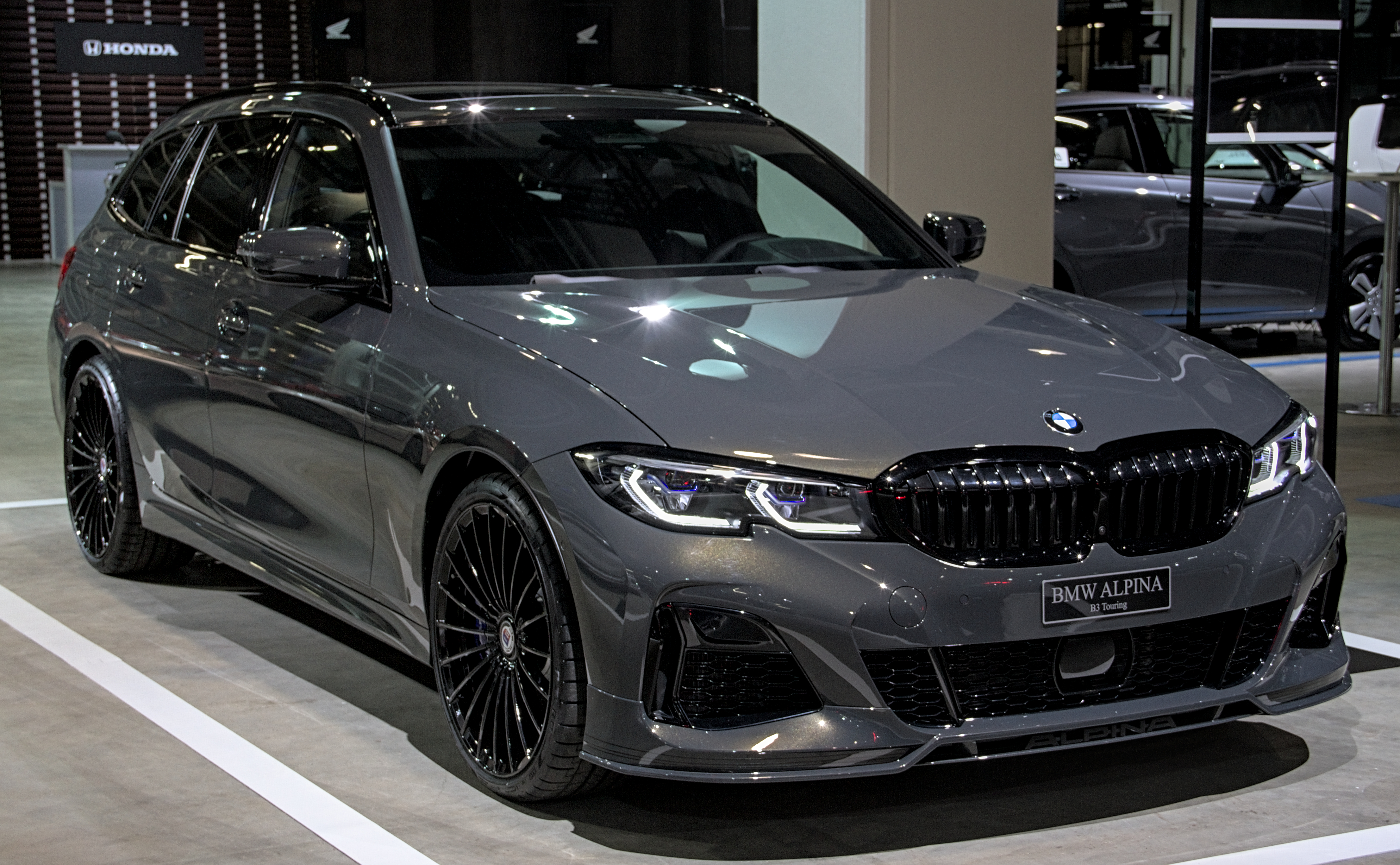
Alpina B3 Touring na bázi BMW řady 3 (G20)
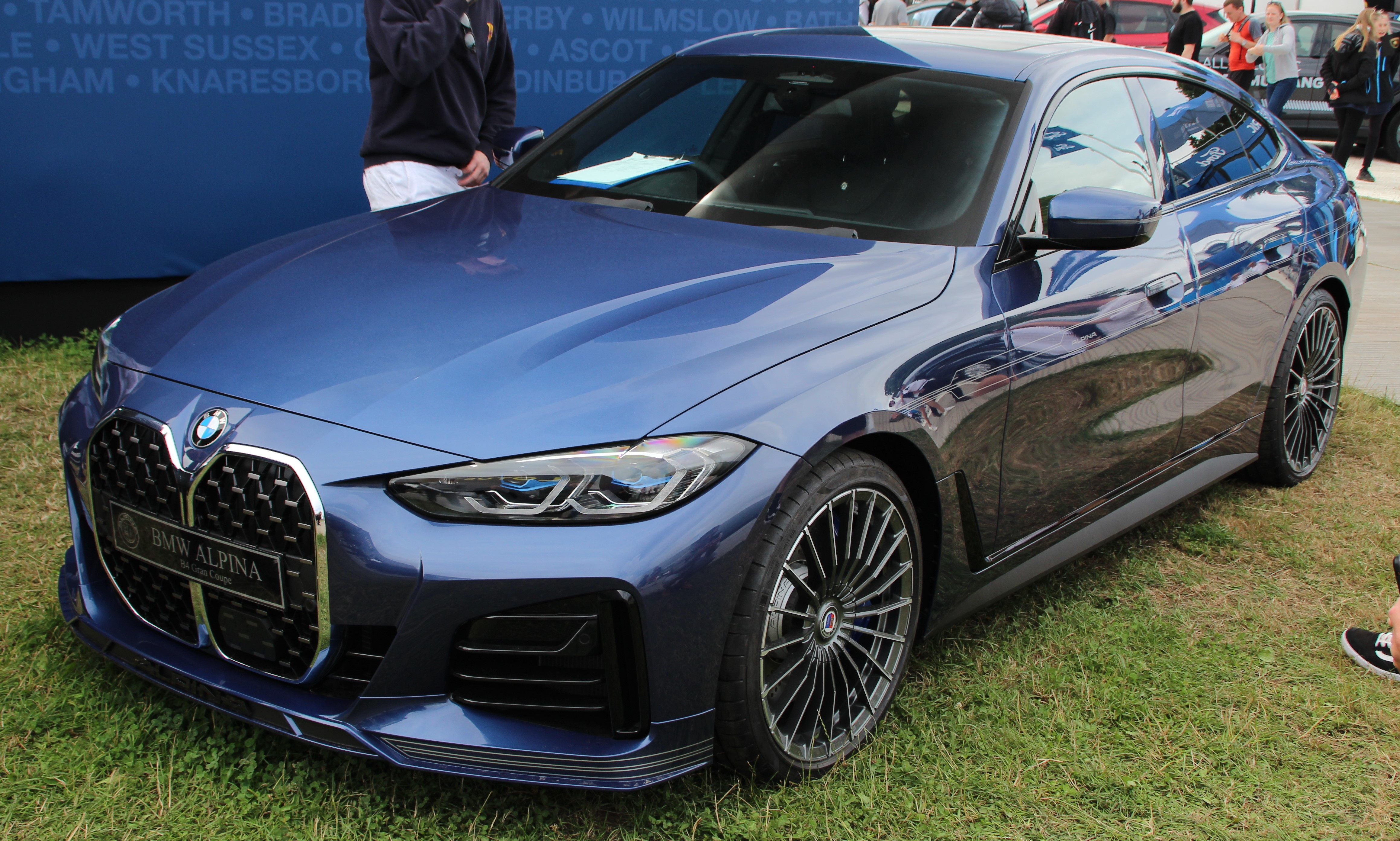
Alpina B4 založená na BMW řady 4
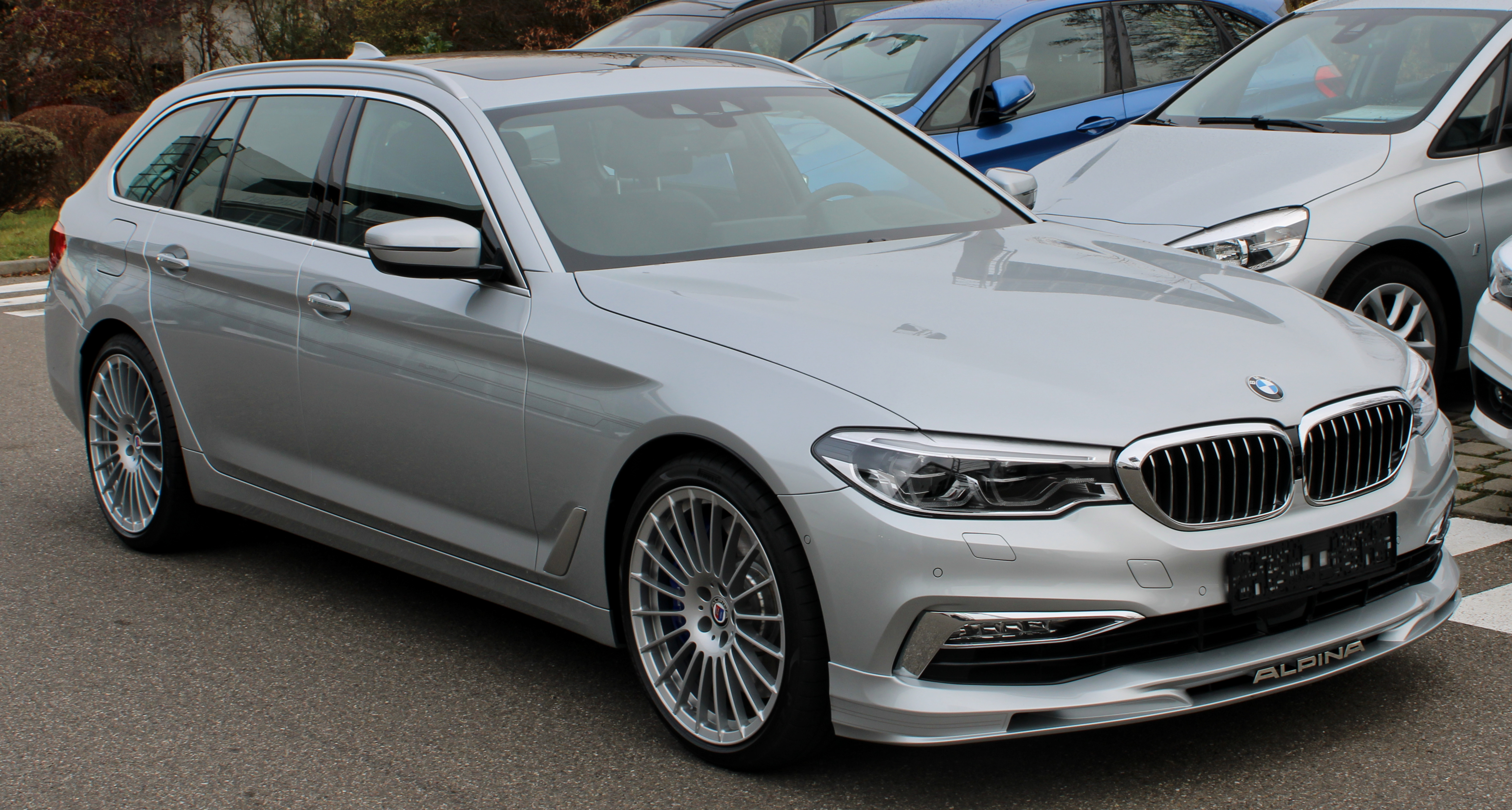
Alpina B5 Touring založená na BMW řady 5 (G30)
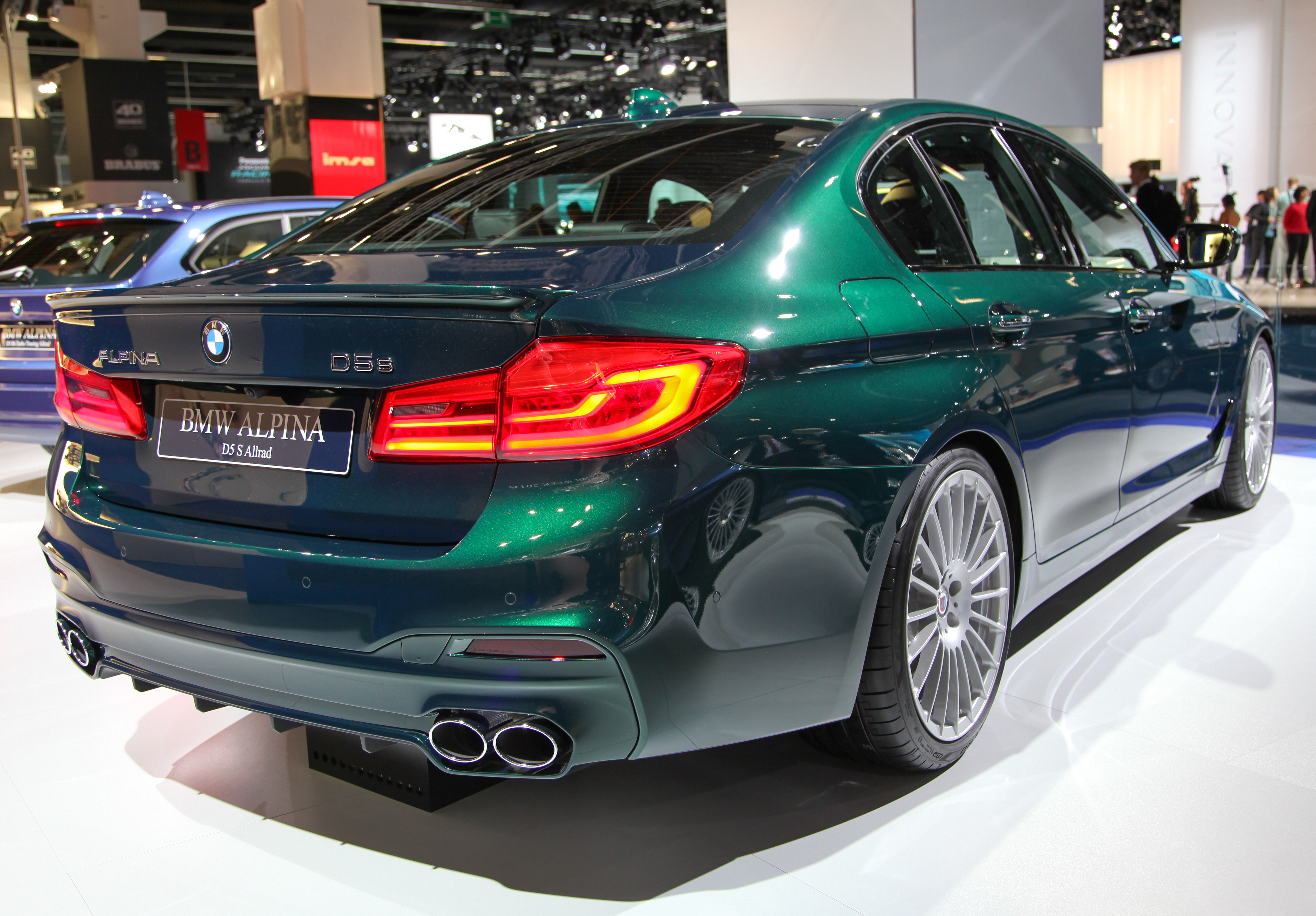
Alpina D5 S na bázi BMW řady 5 (G30)
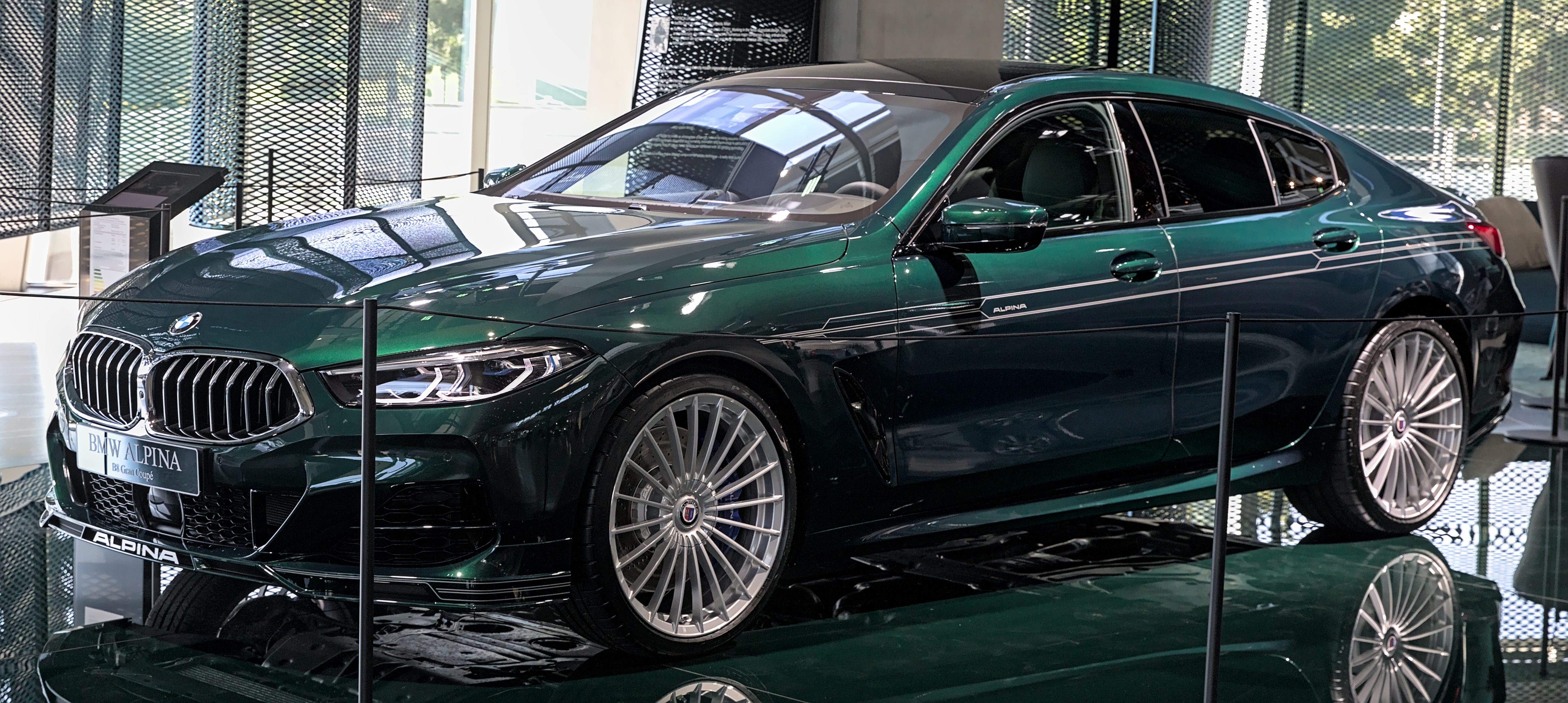
Alpina B8 založená na BMW řady 8 (G16)
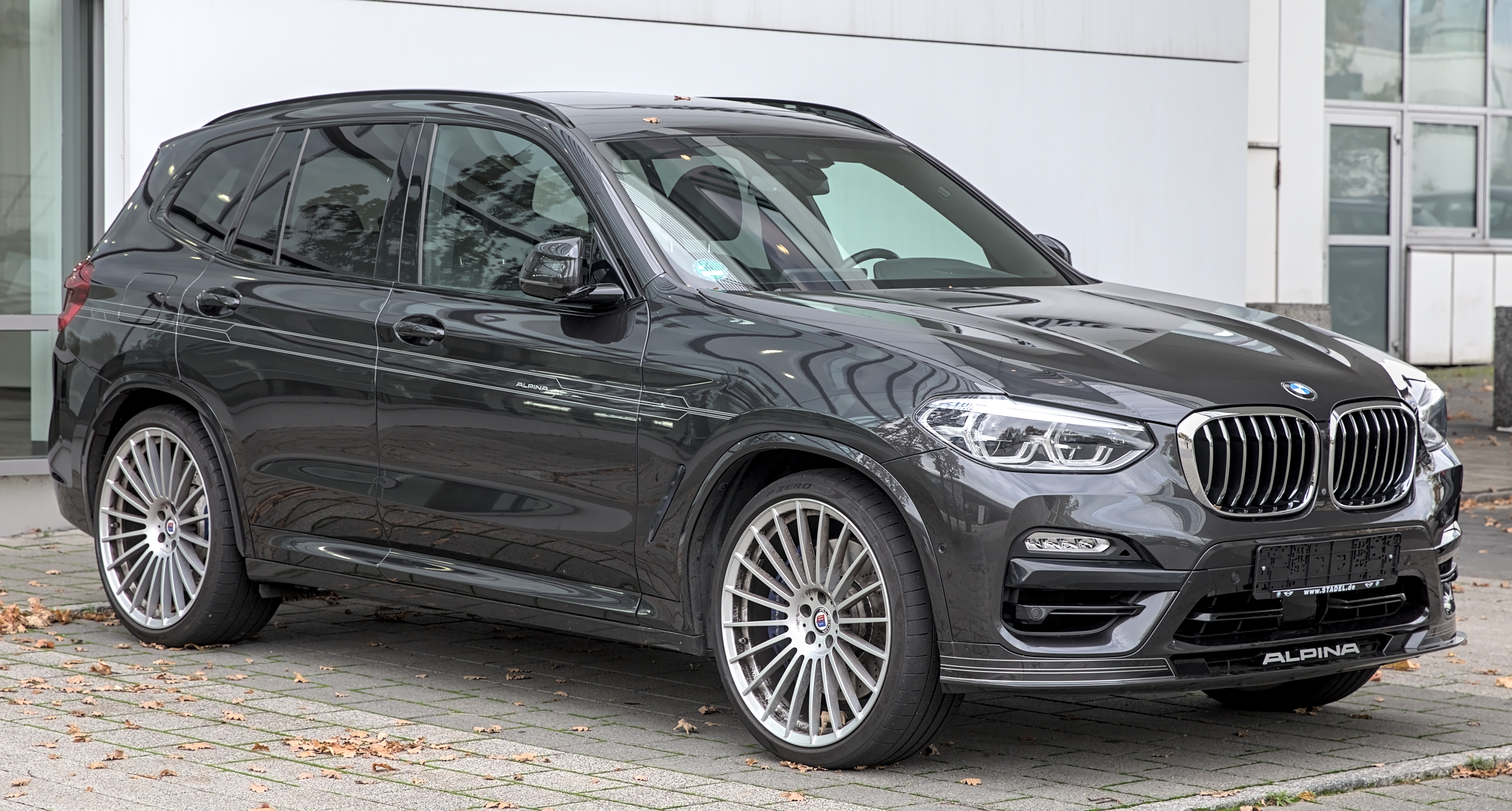
Alpina XD3 založená na BMW X3
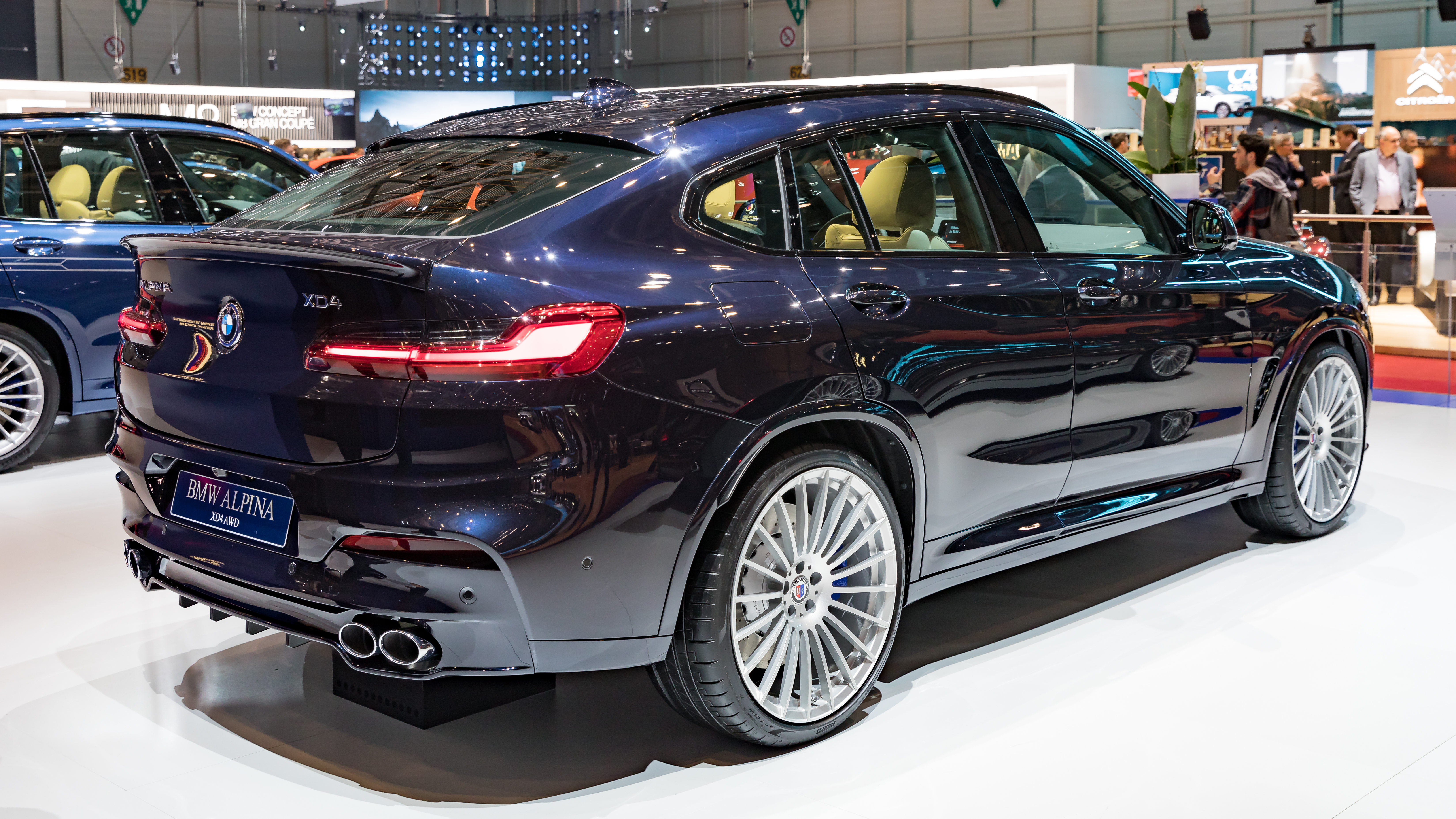
Alpina XD4 založená na BMW X4
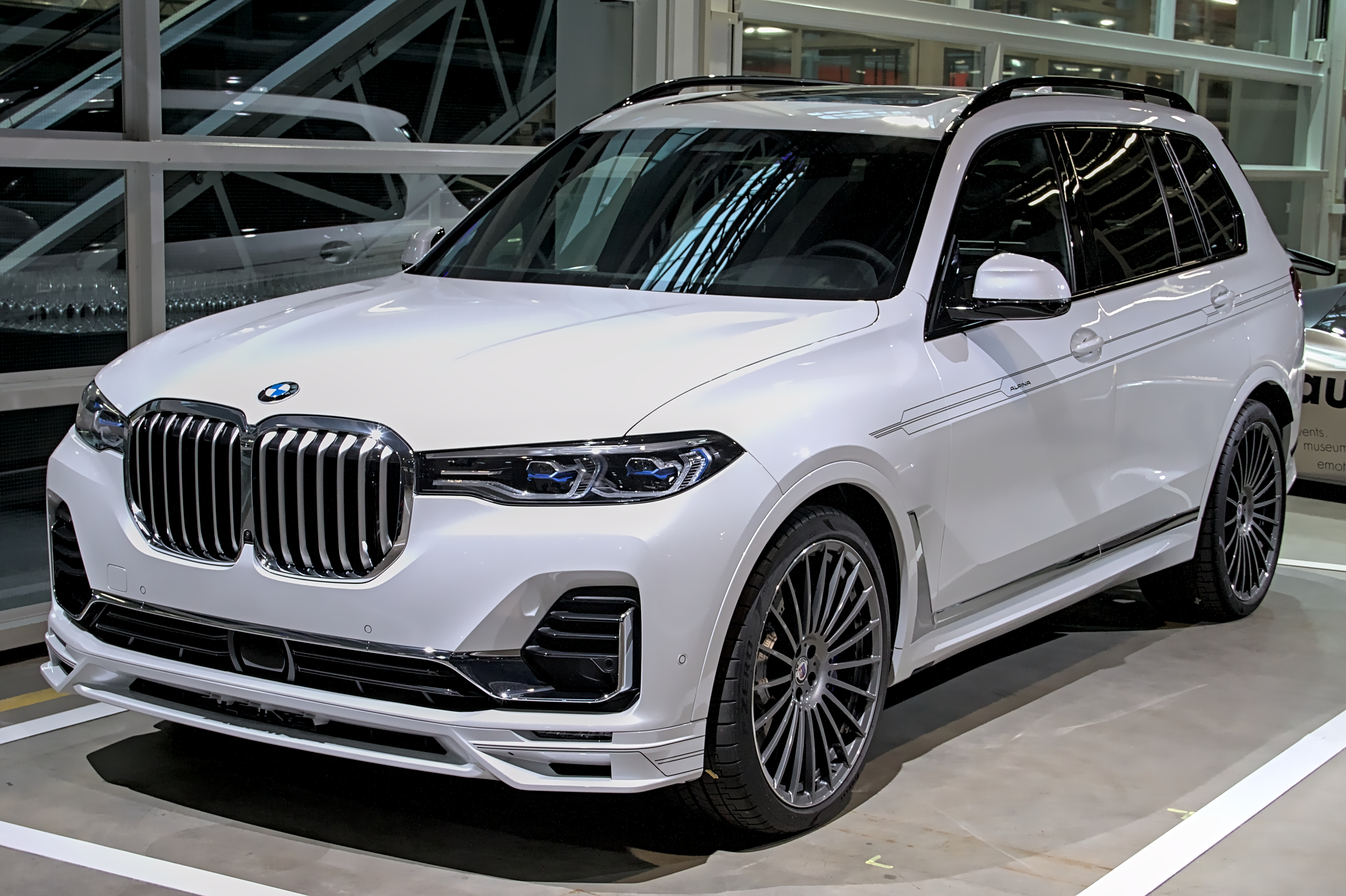
Alpina XB7 založená na BMW X7